# Asthenotricha anisobapta
Asthenotricha anisobapta är en fjärilsart som beskrevs av Louis Beethoven Prout 1932. Asthenotricha anisobapta ingår i släktet Asthenotricha och familjen mätare. Inga underarter finns listade i Catalogue of Life.